# Fateh-110
Fateh-110 (perzijski za osvajač), također poznat kao NP-110 iranski je pokretni jednostupanjski projektil zemlja-zemlja na kruto gorivo koji proizvodi Iranska organizacija za zrakoplovnu industriju. Prva generacija Fateh-110 testirana je u rujnu 2002., a masovna proizvodnja počela je ubrzo nakon toga. Početni domet projektila bio je 200 km, a u rujnu 2004. druga generacija Fateh-110 povećala je domet na 250 km. Treća generacija projektila, predstavljena 2010., povećala je domet na 300 km, a četvrta generacija (2012.) poboljšala je točnost pogodaka.
Fateh-110 je razvijen od iranske nevođene topničke rakete Zelzal-2 dodavanjem sustava za navođenje. Kasnije verzije projektila modificiraju druge aspekte projektila i poboljšavaju domet i nosivost. Fateh-110 se također licencno proizvodi u Siriji kao M-600. Rakete su u Sirijskom građanskom ratu upotrebljavali Iran i Sirija. Uz njegovu potvrđenu upotrebu u ove dvije zemlje, naširoko se izvještava da je Fateh-110 izvezen Hezbollahu u Libanonu.

## Razvoj
Nakon iransko-iračkog rata, Iran je otkrio da mu treba precizna raketa kratkog dometa, jer su njegove rakete Zelzal i Naze'at bile nevođene rakete i vrlo neprecizne. Tako je 1989. kupljeno 200 kineskih projektila kratkog dometa CSS-8 Te rakete nisu zadovoljile irance zbog malog dometa, relativno lagane bojne glave i glomazne strukture. Tako je Shahid Bagheri Industriesu dodijeljen projekt za dizajn i proizvodnju navođene rakete kratkog dometa.
Razvoj je započeo 1995. godine, a Zelzal 2 je odabran za osnovu projektila. Navodno se i Sirija pridružila programu i proizvela njegovu verziju nazvanu M-600. Godine 2006. Ministarstvo financija SAD-a optužilo je kinesku korporaciju Great Wall Industry i njene partnere za vodeću ulogu u razvoju raketnog sustava Fateh, jer Iran nije imao prethodnog iskustva s balističkim projektilima na čvrsto gorivo. Prva testiranja, koja su se dogodila 2002. godine, bila su uspješna i projektil je pušten u proizvodnju.

### Zolfaghar
Zolfaghar je iranska taktička balistička raketa za koju se vjeruje da pripada obitelji Fateh-110 i prva je balistička raketa bilo koje vrste koju je Iran otvoreno koristio u stranom sukobu. Za razliku od ostalih članova obitelji Fateh-110, koji se često opisuju kao kvazibalistički projektili, Zolfaghar leti pravom balističkom putanjom. Navedeni domet projektila je 700 km, što je očito rezultat zamjene metalnog tijela Fateha-110 kompozitnim, čime se značajno smanjuje težina. Međutim, pojavile su se sumnje u njegovu pouzdanost i točnost, a procjenjuje se da su performanse Zolfaghara loše.
Vjeruje se da Zolfaghar (i vjerojatno drugi članovi obitelji Fateh-110) koriste komercijalne GNSS sustave za poboljšanje točnosti.  

## Dizajn
Fateh-110 ima tri kompleta krilaca. Četiri su na njegovom kraju u blizini ispuha, četiri druga krilca trokutastog oblika točno iznad njih i četiri mala u blizini konusa nosa. Od tri kompleta krilaca na projektilu samo su prednja pomična.

## Tehnički podaci
Masa: 3500 kg
Duljina: 8,90 m
Promjer: 0,60 m
Motor: jednostupanjski motor, raketa na kruto gorivo
Domet: 300 km
Sustav navođenja: globalni navigacijski satelitski sustav i elektrooptički terminal
Točnost: 3 m

## Korisnici

### Države korisnici
- Iran – procjenjuje se da Iran ima manje od 100 lansera za sve varijante Fateh-110.

- Sirija

### Budući operateri
- Rusija – procjena obavještajnih podataka podijeljena u listopadu 2022. s ukrajinskim i američkim dužnosnicima tvrdi da iranska industrija naoružanja priprema prvu isporuku projektila Fateh-110 i Zolfaghar Rusiji.[8]